# サム・ウッド
サム・ウッド（Sam Wood , 1883年7月10日 - 1949年9月22日）は、アメリカ合衆国ペンシルベニア州フィラデルフィア出身の映画監督。『オペラは踊る』、『マルクス一番乗り』、『チップス先生さようなら』、『打撃王』、『誰が為に鐘は鳴る』に代表される数多くの大ヒット映画を手掛けたことで知られている。

## 経歴
20世紀初頭に不動産ブローカーの傍ら、チャド・アプリゲートの名で俳優として活動していた。
1915年からの2年間をセシル・B・デミルの下で映画助監督として見習いの経験を積んだ。1919年から映画監督として活動を開始した。1920年代を通してパラマウント・ピクチャーズの看板スターであるグロリア・スワンソンとウォーレス・リードが出演する映画を多く手掛けている。1927年にはメトロ・ゴールドウィン・メイヤー（MGM）との提携を開始してマリオン・デイヴィス、クラーク・ゲーブル、マリー・ドレスラー、ジミー・デュランテらの出演する映画も手掛けるようになった。同じシーンを平均20回程度、繰り返し撮影するのが彼の習慣だった。トーキーの時代に突入してからも、その手腕は高く評価され続けた。
1939年の『風と共に去りぬ』も一部手がけている。アカデミー監督賞に3回ノミネートされたが、いずれも受賞は出来なかった。
1943年製作の『誰が為に鐘は鳴る』はスペイン内戦を舞台としたアーネスト・ヘミングウェイの同名小説を映画化した作品である。この作品が彼の最大のヒット作、そして最後の大ヒット作にもなった。
ウッドは1908年から1949年の彼の死までクララ・ルイーズ・ラウシュという名の女性と結婚生活を送り、二人の間に生まれた2人の娘、ジーン・ウッド（Jeane Wood）（長女）とK・T・スティーブンス（次女）は女優となった。
保守思想から右翼政治団体「アメリカの理想を守るための映画同盟」（MPA）を結成し、その会長を務めた。このMPAは結成時に、自由なアメリカ的な暮らしを破壊的な手段で侵害して変えようとする共産主義やファシズム、同志的信念の高まりに対する断固たる戦いを表明した。ウォルト・ディズニー、クラーク・ゲーブル、ゲイリー・クーパー、ロナルド・レーガン、バーバラ・スタンウィック、ジョン・ウェインも創設メンバーに含まれていた。1947年に下院非米活動委員会で証言し、ハリウッド内の「左」寄り勢力を激しく批判している。かつてウッドに協力して『オペラは踊る』と『マルクス一番乗り』に出演したグルーチョ・マルクス（マルクス兄弟の三男）はウッドを「ファシスト」と呼び、彼のアフリカ系アメリカ人に対する人種差別的な発言に激怒した。
サム・ウッドは1949年9月22日に心臓発作により、死去。66歳没。カリフォルニア州グレンデールにあるフォレストローン記念公園墓地に埋葬された。
映画界での貢献度の高さが評価され、ハリウッド大通りにあるハリウッド・ウォーク・オブ・フェームには彼の星が埋め込まれている。

## 主な監督作品
- オペラは踊る A Night at the Opera （1935年）
- マルクス一番乗り A Day at the Races （1937年）
- 海の若人 Navy Blue and Gold （1937年）
- チップス先生さようなら Goodbye, Mr. Chips （1939年）
- 犯人は誰だ Raffles （1939年）
- 我等の町 Our Town （1940年）
- 恋愛手帖  Kitty Foyle （1940年）
- 悪魔とミス・ジョーンズ The Devil and Miss Jones （1941年）
- 嵐の青春 Kings Row （1942年）
- 打撃王 The Pride of the Yankees （1942年）
- 誰が為に鐘は鳴る For Whom the Bell Tolls （1943年）
- クーパーの花婿物語 Casanova Brown （1944年）
- 奥様の冒険 Guest Wife （1945年）
- サラトガ本線 Saratoga Trunk （1945年）
- 戦略爆撃指令 Command Decision （1948年）
- 甦る熱球 The Stratton Story  (1949年)
- アパッチ族の最後 Ambush （1950年）

## 受賞歴

### アカデミー賞
ノミネート
1940年 アカデミー監督賞:『チップス先生さようなら』
1941年 アカデミー監督賞:『恋愛手帖』
1943年 アカデミー監督賞:『嵐の青春』